# Tubular Bells II
《Tubular Bells II》는 영국의 기타리스트이자 작곡가인 마이크 올드필드의 열다섯 번째 스튜디오 음반이다. 이 음반은 1992년 8월 31일 워너 뮤직 그룹에 의해 발매되었으며 그의 데뷔 음반인 《Tubular Bells》 (1973년)의 후속 음반이다. 1991년 말 버진 레코드와의 계약이 끝난 후, 올드필드는 워너와 계약을 맺고 《Tubular Bells》의 후속작 작업을 시작했다. 이 음반은 영국에서 1위를 차지했다. 이 음반은 올드필드의 세 번째 1위 음반이다(《Tubular Bells》와 《Hergest Ridge》 이후).

## 배경
1991년 1월, 올드필드는 버진 레코드와의 계약이 만료되어 1972년부터 지속되어온 레이블과 첫 번째 음악가 계약을 맺었다. 버진은 수년간 올드필드에게 그의 데뷔 음반 《Tubular Bells》 (1973)의 속편을 제작하라고 압력을 넣었지만, 올드필드는 부분적으로 그의 음반을 홍보하려는 버진의 노력에 대한 증가하는 불만과 공동 설립자 리처드 브랜슨과의 불화 때문에 저항했다. 올드필드는 또한 1970년대에 후속작을 만드는 것이 발매 직후에 "너무 명백하다"고 느꼈고 창조적인 쇠진으로 이어질 수도 있었다. 이 음반은 매년 약 100,000장이 팔린 올드필드의 베스트셀러 음반이 되었다. 버진을 위한 마지막 음반인 《Heavens Open》 (1991년)을 발매한 후 올드필드는 《Tubular Bells》의 속편을 시작할 때가 되었다고 느꼈다. 동시에 그는 회장 롭 디킨스와의 협상에 이어 워너 뮤직 그룹과 두 장의 음반 녹음 계약을 맺었다. 올드필드는 워너의 경영진이 자신의 음악에 관심을 표현하고 버진과 반대로 "그들에 의해 묶였다"는 느낌 없이 판매에 도움이 될 건설적인 제안을 제공한 것을 칭찬했다.

## 커버 아트
《Tubular Bells II》는 다시 음반 아트의 초점으로 구부러진 금속관(굽은 관 모양의 종을 나타냄)을 사용한다. 이 종은 어두운 파란색 바탕에 황금색을 띠고 있으며, 바다 위에 있는 《Tubular Bells》의 회색/은색 종이다. 《Tubular Bells》와 《Tubular Bells II》의 사진은 모두 트레버 케이에 의해 제작되었다.

## 발매 및 반응
| 전문가 평가 | 전문가 평가 |
| 평가 점수   | 평가 점수   |
| 출처        | 점수        |
| ----------- | ----------- |
| AllMusic    | [ 1 ]       |

이 음반은 영국과 스페인 차트에서 1위에 올랐다.
음반에 대한 비판적인 반응은 엇갈렸다. 《Q》 매거진에 기고한 매트 스노우는 이 곡을 "《Tubular Bells》보다 일관성은 있지만 음정이 덜 행복한 음악적 시퀀스"라고 묘사하고 "프로듀서 트레버 혼의 요정 먼지"를 장점으로 칭찬했다.

## 곡 목록
모든 곡들은 마이크 올드필드에 의해 작사/작곡하였다.
| #  | 제목            | 재생 시간 |
| -- | --------------- | --------- |
| 1. | 〈Sentinel〉    | 8:07      |
| 2. | 〈Dark Star〉   | 2:16      |
| 3. | 〈Clear Light〉 | 5:48      |
| 4. | 〈Blue Saloon〉 | 2:59      |
| 5. | 〈Sunjammer〉   | 2:32      |
| 6. | 〈Red Dawn〉    | 1:50      |
| 7. | 〈The Bell〉    | 6:59      |

| #   | 제목                | 재생 시간 |
| --- | ------------------- | --------- |
| 8.  | 〈Weightless〉      | 5:43      |
| 9.  | 〈The Great Plain〉 | 4:47      |
| 10. | 〈Sunset Door〉     | 2:23      |
| 11. | 〈Tattoo〉          | 4:15      |
| 12. | 〈Altered State〉   | 5:12      |
| 13. | 〈Maya Gold〉       | 4:01      |
| 14. | 〈Moonshine〉       | 1:42      |

## 인증
| 국가                                                  | 인증        | 판매량/출하량 |
| ----------------------------------------------------- | ----------- | ------------- |
| 캐나다                                                | —           | 30,000        |
| 프랑스 (SNEP)                                         | 골드        | 100,000*      |
| 독일 (BVMI)                                           | 골드        | 250,000^      |
| 홍콩 (IFPI 홍콩)                                      | 플래티넘    | 20,000*       |
| 아일랜드 (IRMA)                                       | 플래티넘    | 15,000^       |
| 스페인 (PROMUSICAE)                                   | 5× 플래티넘 | 500,000^      |
| 영국 (BPI)                                            | 2× 플래티넘 | 600,000^      |
| 요약                                                  |             |               |
| 전 세계                                               | —           | 2,000,000     |
| *판매량을 기반으로 한 인증 ^출하량을 기반으로 한 인증 |             |               |